# El Puente de Sabiñánigo
El Puente de Sabiñanigo (arag. Samianigo Baxo, O Puen de Samianigo) – miejscowość w Hiszpanii, w Aragonii, w prowincji Huesca, w comarce Alto Gállego, w gminie Sabiñánigo, 50 km od miasta Huesca.
Według danych INE z 1991 roku miejscowość zamieszkiwały 83 osoby, a z 1999 roku - 34 osoby. Wysokość bezwzględna miejscowości jest równa 710 metrów.